# ギンボシヒョウモン
ギンボシヒョウモン（銀星豹紋  Speyeria aglaja）は、タテハチョウ科ヒョウモンチョウ族に属するチョウの一種。

## 概要
大型ヒョウモンの仲間で、翅表はヒョウモン類では一般的な模様だが、後翅裏には銀白色斑が顕著に現れる。ウラギンヒョウモンも同様に銀白色斑を持つが、後翅前縁に現れる銀白紋のうち外縁の銀白紋列を除いた内側の紋の数が本種では3つ、ウラギンは4つとなる。また、外縁の銀白紋列内側の褐色紋は本種にはない。
年一化性、越冬態は幼虫。食草は野生スミレ類。成虫は梅雨明けから9月にかけて発生し、花から吸蜜する姿が観察される。アザミ・マリーゴールドなどで吸蜜する姿がよく見られる。

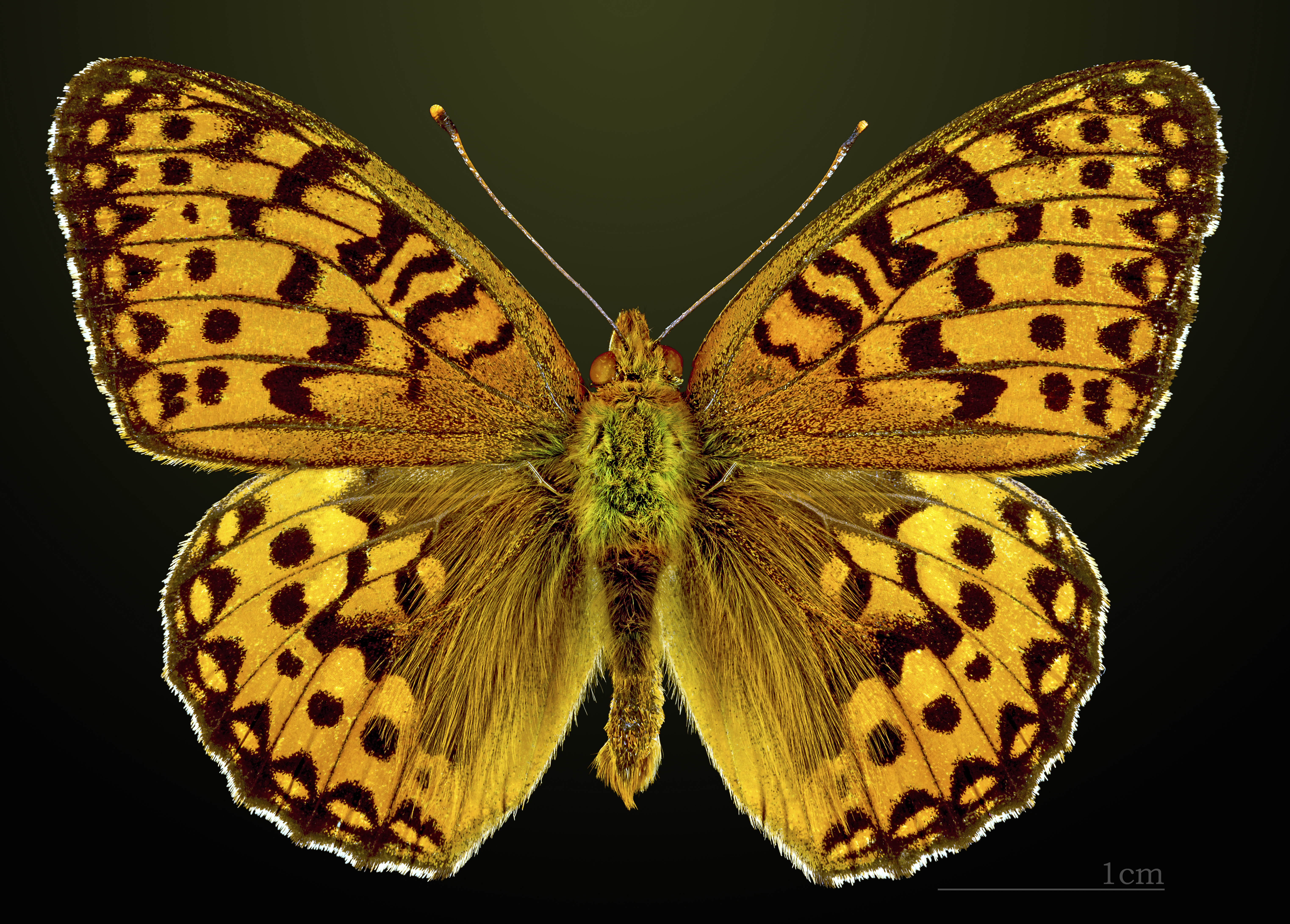
ギンボシヒョウモン
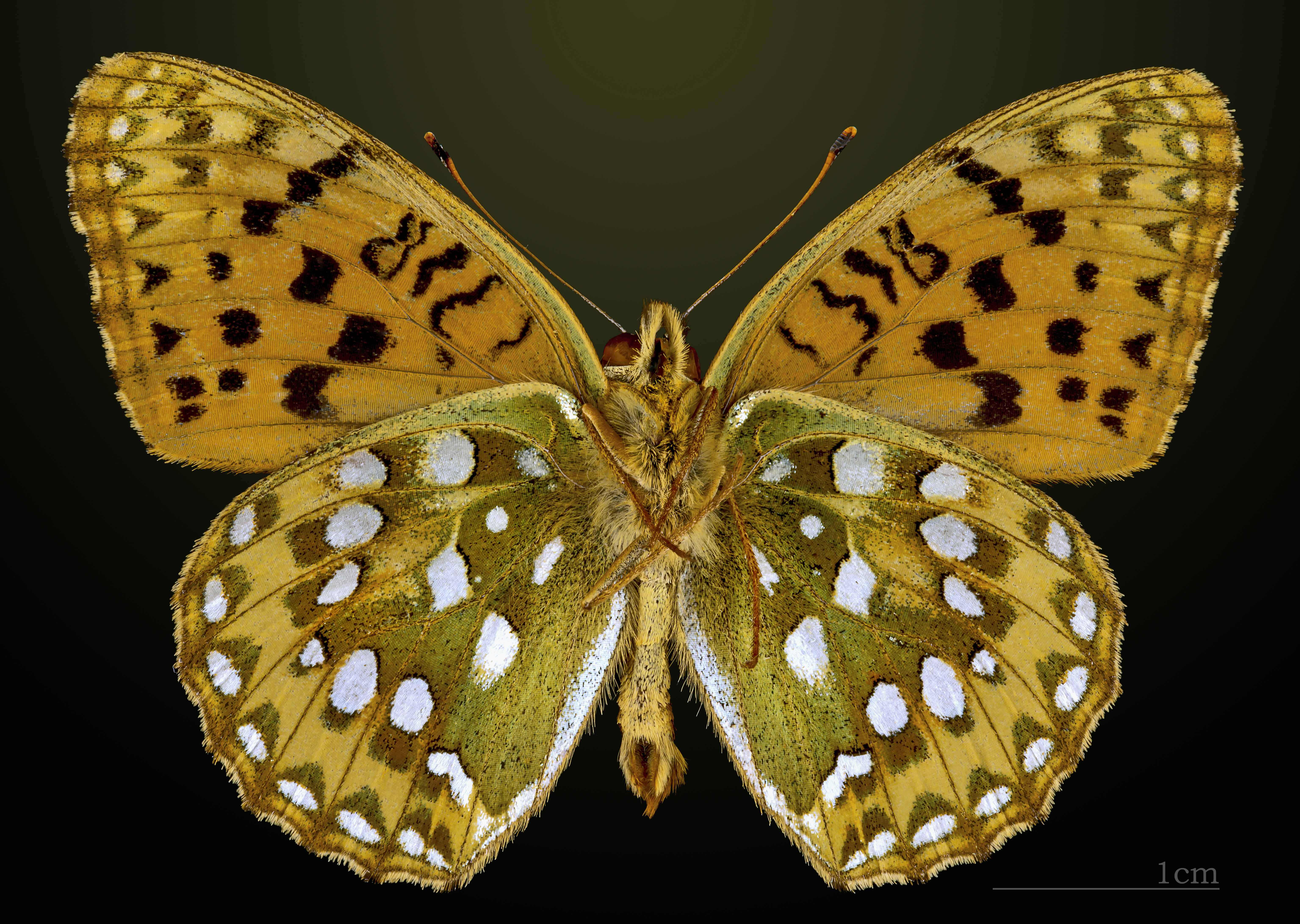
△ ギンボシヒョウモン

## 分布
亜高山帯に分布するため、国内では東北から中部地方の高山と北海道に生息し、関西以西にはいない。
国外では旧北区に分布する。